# Allogamus illiesorum
Allogamus illiesorum är en nattsländeart som beskrevs av Lazar Botosaneanu 1980. Allogamus illiesorum ingår i släktet Allogamus och familjen husmasknattsländor. Inga underarter finns listade i Catalogue of Life.